# Powiat białostocki (II Rzeczpospolita)

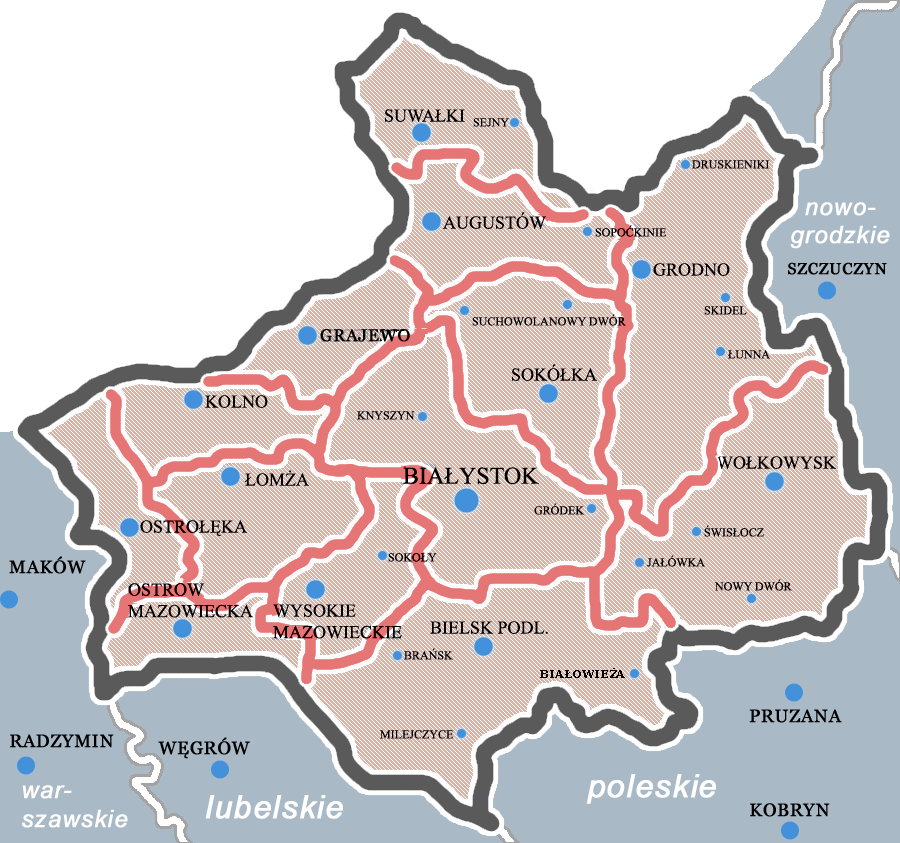
Podział administracyjny województwa białostockiego w roku 1937

Powiat białostocki – jednostka administracyjna II Rzeczypospolitej istniejąca w latach 1919–1939.

## Administracja
Powiat białostocki jako jeden z powiatów nowo powstałego województwa białostockiego został powołany do życia mocą ustawy tymczasowej z 2 sierpnia 1919. W ślad z tym dnia 28 sierpnia 1919 r. Rada Ministrów wydała rozporządzenie o tymczasowej organizacji władz administracyjnych I instancji na obszarze byłego zaboru rosyjskiego. Utrzymano w nim dawny rosyjski podział administracyjny na powiaty, a co za tym idzie nowo powstały powiat zajmował obszar tożsamy z dawnym powiatem białostockim istniejącym w latach 1795–1915.
W latach dwudziestych powiat dzielił się na 9 miast (Białystok, Choroszcz, Goniądz, Knyszyn, Starosielce, Supraśl, Suraż, Wasilków i Zabłudów) i 15 gmin: Białostoczek (liczącą 23 miejscowości), Choroszcz (36 miejscowości), Czarna Wieś (33 miejscowości), Dojlidy (27 miejscowości), Dolistowo (30 miejscowości), Goniądz (44 miejscowości), Gródek (41 miejscowości), Juchnowiec (51 miejscowości), Kalinówka (52 miejscowości), Krypno (37 miejscowości), Michałowo (29 miejscowości), Obrubniki (42 miejscowości), Trzcianne (47 miejscowości), Zabłudów (68 miejscowości), Zawyki (41 miejscowości). 1 kwietnia 1927 r. powiększono terytorium powiatu białostockiego. Gminę wiejską Czarną Wieś w powiecie sokolskim włączono do gminy Czarna Wieś w powiecie białostockim. Były to wsie: Buksztel, Wodokaczka i Zapiecki; kolonie: Jackie Tartaki, Mochnacz, Polanki i Rogoziński Most; stacja kolejowa: Czarna Wieś; leśniczówki: Greńskie i Rogoziński Most; nadleśnictwa: Buksztel i Wodokaczka. W 1933 r. rozporządzeniem wojewody białostockiego z 14 października podzielono gminy wiejskie na gromady, które obejmowały jedną wieś, dwie wsie lub więcej miejscowości, względnie części miejscowości. W powiecie białostockim poszczególne gminy wiejskie liczyły następującą liczbę gromad: gmina Białostoczek – 21, gmina Choroszcz – 28, gmina Czarna Wieś – 21, gmina Dojlidy – 16, gmina Dolistowo – 28, gmina Goniądz – 26, gmina Gródek – 17, gmina Juchnowiec – 28, gmina Kalinówka – 38, gmina Krypno – 25, gmina Michałowo – 12, gmina Obrubniki – 26, gmina Trzcianne – 28, gmina Zabłudów – 45, gmina Zawyki – 32, Przedstawiony wyżej podział na gminy i gromady przetrwał do II wojny światowej.
Po klęsce wrześniowej i zagarnięciu terenów powiatu białostockiego przez Związek Sowiecki obszar ten włączono do Republiki Białoruskiej i nadano jej nową strukturę administracyjną obowiązującą w tym państwie. Owe obwody, rejony i sielsowiety, które odpowiadały w polskim podziale administracyjnym: województwom, powiatom i gminom, były jednak pod względem obszaru jednostkami mniejszymi. Obwód białostocki podzielony na 3 rejony miejskie (w Białymstoku, Grodnie i Łomży) oraz 23 rejony wiejskie. Po wybuchu wojny niemiecko-sowieckiej w 1941 omawiany obszar znalazł się pod okupacją niemiecką. W lipcu 1941 r. nowi okupanci utworzyli okręg – Bezirk Białystok, w skład którego weszły komisariat (powiat miejski) Białystok oraz 7 komisariatów wiejskich w Białymstoku, Bielsku Podlaskim, Grajewie, Grodnie, Łomży, Sokółce, Wołkowysku. Komisariatom tym podlegały gminy zbiorcze.

## Ludność
Według spisu powszechnego z 1921 roku, powiat w ówczesnych granicach zamieszkiwało 186754 osób, w tym 129691 (69,4%) Polaków, 47048 (25,2%) Żydów, 6016 (3,2%) Białorusinów, 2043 (1,1%) Niemców, 1784 (1,0%) Rosjan, 56 Litwinów, 49 Rusinów, 22 Łotyszów, 16 Czechów, 5 Estończyków, 5 Francuzów, 4 Anglików, 3 Serbów, 2 Amerykanów, 2 Rumunów, 1 Jugosłowianin, 1 Słowak, 1 Szwajcar, 1 Włoch i 4 osoby o nie ustalonej narodowości. 113 491 (60,8%) mieszkańców powiatu w ówczesnych granicach wyznawało rzymski katolicyzm, 51 087 (27,4%) judaizm, 18 295 (9,8%) prawosławie, 3347 (1,8%) protestantyzm, 415 greko-katolicyzm, 33 baptyzm, 20 islam, 5 osób było adwentystami, 4 staroobrzędowcami, 3 wiernymi Apostolskiego Kościoła Ormiańskiego. 54 osoby zadeklarowały brak wyznania.
| Ludność miast i gmin powiatu białostockiego (1921) | Ludność miast i gmin powiatu białostockiego (1921) | Ludność miast i gmin powiatu białostockiego (1921) |
| -------------------------------------------------- | -------------------------------------------------- | -------------------------------------------------- |
| nazwa                                              | charakter                                          | liczba mieszkańców                                 |
| Białystok                                          | miasto                                             | 76 792                                             |
| Białostoczek                                       | gmina                                              | 3 826                                              |
| Choroszcz                                          | miasto                                             | 2 405                                              |
| Choroszcz                                          | gmina                                              | 5 590                                              |
| Czarna Wieś                                        | gmina                                              | 2 691                                              |
| Dojlidy                                            | gmina                                              | 3 899                                              |
| Dolistowo                                          | gmina                                              | 8 911                                              |
| Goniądz                                            | miasto                                             | 2 642                                              |
| Goniądz                                            | gmina                                              | 5 323                                              |
| Gródek                                             | gmina                                              | 4 401                                              |
| Juchnowiec                                         | gmina                                              | 6 998                                              |
| Kalinówka                                          | gmina                                              | 8 759                                              |
| Knyszyn                                            | miasto                                             | 3 579                                              |
| Krypno                                             | gmina                                              | 7 377                                              |
| Michałowo                                          | gmina                                              | 3 645                                              |
| Obrubniki                                          | gmina                                              | 6 188                                              |
| Starosielce                                        | miasto                                             | 2 422                                              |
| Supraśl                                            | miasto                                             | 2 322                                              |
| Suraż                                              | miasto                                             | 1 180                                              |
| Trzcianne                                          | gmina                                              | 7 783                                              |
| Wasilków                                           | miasto                                             | 3 903                                              |
| Zabłudów                                           | miasto                                             | 2 861                                              |
| Zabłudów                                           | gmina                                              | 8 176                                              |
| Zawyki                                             | gmina                                              | 5 081                                              |